# Erich Wasicky
Erich Wasicky (* 27. Mai 1911 in Wien; † 28. Mai 1947 in Landsberg am Lech) war SS-Sturmbannführer und als Lager-Apotheker im KZ Mauthausen für die Vergasung zahlreicher Opfer verantwortlich.

## Biografie
Wasicky war promovierter Apotheker. Sein Onkel, Richard Wasicky, war ein österreichischer Pharmazeut und Begründer der Wiener Schule der modernen Pharmakognosie. Er trat zum 6. Juli 1930 der NSDAP (Mitgliedsnummer 197.249) und zum 31. März 1933 der SS (SS-Nummer 298.370) bei. Zwischen Juni 1940 und Januar 1944 arbeitete er als Lagerapotheker im Konzentrationslager Mauthausen und war dort für die Selektion und Vergasung hunderter Opfer zuständig. Über die Zahl der Ermordeten liegen keine genauen Zahlen vor. In der nahegelegenen Tötungsanstalt Hartheim wurden 3.140 Menschen vergast, beim Einsatz von Gaswagen starben dort ca. 12.000 Personen.
Wasicky gehörte zu den Fahrern des Gaswagens, der zwischen Mauthausen und dem ca. 5 Kilometer entfernten KZ Gusen eingesetzt wurde. Pro Fahrt wurden bis zu 30 Personen durch giftige Autoabgase oder durch Zyklon B umgebracht. Außerdem war er für die Vergasungsaktionen im Rahmen der Aktion 14f13 im Schloss Hartheim zuständig. Nach dem Bau der Gaskammer im Konzentrationslager Mauthausen führte er dort die Selektion und Vergasungen durch. Prozesszeugen berichten, dass er sowohl für die Bereitstellung von Zyklon B als auch für dessen Einsatz die Verantwortung trug.
Nach Kriegsende wurde Wasicky am 13. Mai 1946 von einem US-Militärgericht im Rahmen der Dachauer Prozesse im Mauthausen-Hauptprozess zum Tode verurteilt. Das Urteil wurde am 28. Mai 1947 im Kriegsverbrechergefängnis Landsberg durch Hängen vollstreckt.